# Rimush
Rimush (... – 2269 a.C.) è stato un sovrano accadico.
Era figlio di Sargon, re di Akkad, cui succedette dopo la sua morte, avvenuta nel 2279 a.C. Durante il suo regno dovette occuparsi delle città sumeriche del sud quali Ur, Umma, Lagash, più a nord Kazallu e dell'Elam a est, che tentarono invano di ribellarsi al suo dominio.
Fu ucciso a seguito di una congiura di palazzo e il suo successore fu il fratello Manishtushu, probabile capo della congiura.